# Villismo
El villismo Es un movimiento político y social heterogéneo de carácter agrarista liderado por el General Doroteo Arango Arámbula, más conocido como Pancho Villa, incluyendo a grandes sectores del sector popular, pues dentro del mismo existían ranchero, ganaderos, mineros, agricultores, extranjeros, campesinos, obreros y ferrocarrileros. El vilismo contó con un amplio apoyo de líderes obreros y dentro del mismo se encontraba un grupo de intelectuales que fundamentaron el movimiento. Dicho movimiento estaba representado por la División del Norte y había surgido a partir del Plan de San Luis.
Las principales ideas villistas fueron impulsar la educación, lograr el trato justo a los obreros, repartir equitativamente el agua, abolir la oligarquía, apoyar económicamente a huérfanos y madres solteras, expropiar los bienes de hacendados y oligarcas y el cumplimiento del Plan de San Luis.